# Razisea breviflora
Razisea breviflora är en akantusväxtart som beskrevs av D.N. Gibson. Razisea breviflora ingår i släktet Razisea och familjen akantusväxter. Inga underarter finns listade i Catalogue of Life.